# Landkreis Bad Kissingen
Landkreis Bad Kissingen ligger i den nordlige del af Regierungsbezirk Unterfranken i den tyske delstat Bayern. Nabokreise er mod nord den hessiske Landkreis Fulda, mod nordøst Landkreis Rhön-Grabfeld, mod sydøst Landkreis Schweinfurt, mod syd og sydvest Landkreis Main-Spessart og mod vest den hessiske Main-Kinzig-Kreis.

## Geografi
Landkreis Bad Kissingen når ind i de sydlige udløbere af bjergkæden Rhön. Mod syd når flade højdedrag op i 380 meters højde. Kreisområdet gennemløbes af floden Fränkischen Saale . Den kommer ind i området  fra nordøst , vest for Bad Neustadt a.d.Saale, og løber mod sydvest gennem Bad Kissingen og Hammelburg, før den i sydvest, nordøst for Hammelburg, forlader kreisen igen for at munde ud i floden Main ved Gemünden.

## Byer og kommuner
Kreisen havde 103218  indbyggere pr.  2018-12-31

| Byer 1. Bad Brückenau (6449) 2. Bad Kissingen, Große Kreisstadt (22444) 3. Hammelburg (11037) 4. Münnerstadt (7606) Købstæder (Marktrecht) 1. Bad Bocklet (4580) 2. Burkardroth (7428) 3. Elfershausen (2780) 4. Euerdorf (1515) 5. Geroda (813) 6. Maßbach (4379) 7. Oberthulba (5029) 8. Schondra (1696) 9. Sulzthal (832) 10. Wildflecken (2943) 11. Zeitlofs (2039) | Kommuner 1. Aura a.d.Saale (864) 2. Fuchsstadt (1826) 3. Motten (1697) 4. Nüdlingen (3894) 5. Oberleichtersbach (2038) 6. Oerlenbach (5004) 7. Ramsthal (1105) 8. Rannungen (1121) 9. Riedenberg (987) 10. Thundorf i.UFr. (1019) 11. Wartmannsroth (2093) |

Ubeboede kommunefri områder
 (123,55 km² i alt)

1. Dreistelzer Forst (0,85 km²)
2. Eckartser Hart und Fondsberg (0,80 km²) (ophævet 1. Januar 2006)
3. Forst Detter-Süd (11,38 km²)
4. Geiersnest-Ost (19,63 km²)
5. Geiersnest-West (2,42 km²)
6. Großer Auersberg (4,68 km²)(ophævet 1. januar 2024)
7. Kälberberg (2,35 km²)
8. Mottener Forst-Süd (5,05 km²)
9. Neuwirtshauser Forst (20,73 km²)
10. Omerz und Roter Berg (6,52 km²)
11. Römershager Forst-Nord (12,92 km²)
12. Römershager Forst-Ost (3,76 km²)
13. Roßbacher Forst (21,15 km²)
14. Waldfensterer Forst (11,31 km²)

| Verwaltungsgemeinschaft 1. Bad Brückenau (Geroda og Schondra, Gemeinden Oberleichtersbach og Riedenberg) 2. Elfershausen (Elfershausen og Fuchsstadt) 3. Euerdorf (Euerdorf og Sulzthal, Aura a.d.Saale og Ramsthal) 4. Maßbach (Maßbach, Rannungen og Thundorf i.UFr.) |